# Piedra de los Guanches
La piedra de los Guanches o piedra de Taganana es una estela grabada realizada en piedra de toba roja volcánica ubicada en la localidad de Afur (junto a Taganana) en la isla de Tenerife (Islas Canarias, España).

## Características
Este yacimiento arqueológico se compone de una estructura formada por un bloque de piedra de grandes dimensiones que presenta grabados rupestres en su superficie, elevada sobre otras tres rocas más pequeñas. El conjunto tiene un aspecto similar a una mesa. Este bloque monolítico está asociado a las prácticas de momificación de los aborígenes guanches (el mirlado). Por esta razón la piedra es también llamada piedra de Mirlado o de los Muertos. Se trata de un elemento único en el contexto de la prehistoria canaria.
Se encuentra en la costa al aire libre, en la zona del barranco de Afur y más concretamente en el sendero que discurre desde Taganana hasta la playa de Afur. En la piedra aparecen grabadas varias hileras de cazoletas dispuestas de forma vertical. Además destaca la presencia de una representación de la diosa cartaginesa Tanit, representada mediante un símbolo en forma de botella rodeada de motivos cruciformes. El esquema general del monumento recuerda a la forma de las estelas, como por ejemplo las estelas rúnicas. Por esta razón, se piensa que se trataba originalmente de un ara de sacrificio vinculada a las que se encuentran en el ámbito semita y posteriormente reutilizada para el ritual de la momificación.